# Кальянов Володимир Іванович
Володимир Іванович Кальянов (21 липня / 3 серпня 1908 року, село Мангуш, Маріупольський округ — 17 березня 2001, Санкт-Петербург) — радянський індолог, перекладач «Магабгарати», доктор філологічних наук.

## Біографія
Закінчив східне відділення Ленінградського історико-філологічного інституту (1932), потім вступив до аспірантури ЛІФЛІ. Учень академіків Ф. І. Щербатского і О. П. Баранникова. Працював в Інституті сходознавства з 1937 року.
У 1939 році, за ініціативою академіка О. П. Баранникова, розпочав роботу над перекладом першої книги «Магабгарати», яка тривала навіть під час блокади Ленінграда. У червні 1941 року захистив дисертацію на тему: «Складні слова в санскриті», в липні 1941 року пішов добровольцем на Ленінградський фронт, 19 квітня 1942 року був демобілізований. У липні 1942 року евакуйований в Ташкент, де керував Індійським відділенням Інституту сходознавства, в серпні 1944 року повернувся до Ленінграда на роботу в Інститут сходознавства. У 1961—1968 роках — завідувач Індійським кабінетом, потім (з 1968 року) в секторі Стародавнього Сходу Ленінградського відділення Інституту сходознавства, з 1985 року на пенсії. Лауреат премії ім. Джавахарлала Неру (1974).
За більш ніж півстоліття роботи підготував коментовані переклади шести книг «Магабгарати»: «Адіпарви» (кн. 1, 1950), «Сабхапарви» (кн. 2, 1962), «Віратапарви» (кн. 4, 1967), «Удйогапарви» (кн. 5, 1976), «Дронапарви» (кн. 7, 1992), «Шальяпарви» (кн. 9, 1996). Всього томи містять близько 7400 приміток.
Також підготував видання «Артхашастри» (1959), перекладеної групою індологів в 1930-ті роки.
Переклад «Магабгарати» виконаний прозою; за власним визначенням перекладача, з максимальним наближенням до оригіналу, розгорнутою передачею складних слів, з неминучими буквалізмами, прагнучи по можливості передати ефект епічної поезії.

## Звинувачення в науковій недоброчесності
Виходячи з того факту, що Кальянов не був репресований, на відміну від кількох своїх колег, згодом його з докором і небезпідставно називали «щасливчиком».
Аналогічні звинувачення побіжно повторюють В. В. Іванов у статті від 1992 року «Література „попутників“ і неофіційна література» й Антеро Кіуру в статті «Дхармарадж в контексті епохи».
У той же час в редакційній післямові до видання 1959 року [Архівовано 20 квітня 2013 у Wayback Machine.] зазначено, що більша частина тексту «Артхашастри» перекладена Є. Є. Оберміллером, а один розділ — А. І. Востріковим (серед інших перекладачів були Ф. І. Щербатской, С. Ф. Ольденбург і Б. В. Семичов). Кальянов в цьому виданні вказаний як редактор і автор приміток.
Перекладений Щербатским Ф. І. й опублікований в 1923—1925 роках роман Дандіна «Пригоди десяти принців» був перевиданий в 1964 році із зазначенням імені перекладача і з примітками В. І. Кальянова.
Значна ж частина праць Щербатского залишається неопублікованою й донині.

## Оцінка перекладів
Роботу над перекладом зі схваленням відзначили Дж. Неру, С. Радхакришнан та І. Ганді, а також ряд індійських вчених.
Як зазначалося в листі посла Індії в Туркменістані Вірендри Шарми до В. І. Кальянова, «Немає сумніву, що Ваш переклад „Магабгарати“ є значним внеском у світову літературу. Ваше жертвопринесення в літературу санскриту і Ваша любов до індології — велика честь і гордість для всіх нас і тих, хто любить індійську літературу і культуру».
Згідно з оцінкою англійського перекладача Ван Бейтенена, переклади Кальянова виконані ретельно, хоча присутні окремі огріхи і зайве наслідування індійських коментаторів.
Низка російських індологів стверджували, що переклади Кальянова надмірно букволістичні, антиісторічні й не враховують контексту. Згідно з Я. В. Васильковим, «Дух оригіналу там і не ночував».